# Tanana River
Tanana River er den største biflod til Yukonfloden, og er 940 kilometer lang. Den løber  fra grænsen til Canada mod øst og nordvestover via byen Fairbanks,  til byen Tanana hvor den munder ud i Yukon. Tanana er den tredje længste flod i Alaska med et afvandingsområde på 113.959  km².
Tanana River løber midtvejs gennem store moseområder nedenfor Fairbanks, hvor den får tilløb fra en række større bifloder. Floden er mest kendt for Nenana Ice Classic, et lotteri om  isens opbrud ved Nenana, er sat som kendemærke for at foråret er kommet. Væddemål om dag og klokkeslæt har medført at man har præcise optegnelser om hvornår dette skete fra ganske lang tid tilbage. Tidligste isløsning i moderne tid har været 20. april.  I 2012 var der rekordgevinst på  $350,000.